# Episodi di Città invisibile (prima stagione)
La prima stagione della serie televisiva Città invisibile è stata interamente pubblicata su Netflix il 5 febbraio 2021.
| nº | Titolo originale                     | Titolo italiano            | Pubblicazione originale | Pubblicazione Italia |
| -- | ------------------------------------ | -------------------------- | ----------------------- | -------------------- |
| 1  | Queria muito que você estivesse aqui | Vorrei tanto che fossi qui | 5 febbraio 2021         | 5 febbraio 2021      |
| 2  | É um caminho sem volta               | Un cammino senza ritorno   | 5 febbraio 2021         | 5 febbraio 2021      |
| 3  | Eles estão entre nós                 | Loro sono tra noi          | 5 febbraio 2021         | 5 febbraio 2021      |
| 4  | A Cuca vai pegar                     | La Cuca verrà a prenderti  | 5 febbraio 2021         | 5 febbraio 2021      |
| 5  | Você não vai acreditar em mim        | Non mi crederai            | 5 febbraio 2021         | 5 febbraio 2021      |
| 6  | Coisa de criança                     | Cose da bambini            | 5 febbraio 2021         | 5 febbraio 2021      |
| 7  | É muito maior do que a gente         | È molto più grande di noi  | 5 febbraio 2021         | 5 febbraio 2021      |